# (6949) Zissell
(6949) Zissell es un asteroide perteneciente al cinturón de asteroides, descubierto el 11 de septiembre de 1982 por el equipo del Observatorio Oak Ridge desde la Estación George R. Agassiz en Harvard (Massachusetts), Estados Unidos.

## Designación y nombre
Designado provisionalmente como 1982 RZ. Fue nombrado Zissell en honor al astrónomo Ronald E. Zissell, ha dedicado gran parte de su carrera a observaciones de estrellas variables.

## Características orbitales
Zissell está situado a una distancia media del Sol de 2,362 ua, pudiendo alejarse hasta 2,747 ua y acercarse hasta 1,977 ua. Su excentricidad es 0,162 y la inclinación orbital 13,23 grados. Emplea 1326,41 días en completar una órbita alrededor del Sol.

## Características físicas
La magnitud absoluta de Zissell es 13,7. Tiene 8,231 km de diámetro y su albedo se estima en 0,062.